# Marek Kamiński (podróżnik)
Marek Kamiński (ur. 24 marca 1964 w Gdańsku) – polski filozof i podróżnik ekstremalny. Jako pierwszy na świecie zdobył oba bieguny Ziemi bez pomocy z zewnątrz. 23 maja 1995 roku biegun północny, a 27 grudnia 1995 roku biegun południowy, za co został wpisany do Księgi rekordów Guinnessa.
Obecnie zaangażowany w projekty „LifePlan Academy”, „Power4Resilience” i Kamiński Academy, które polegają na budowaniu odporności życiowej i fundamentalnych umiejętnościach życiowych.

## Życiorys
Dzieciństwo spędził w Połczynie Zdroju. Do szkoły średniej chodził w Koszalinie, gdzie ukończył II Liceum Ogólnokształcące im. Wł. Broniewskiego. Jego pierwszą samotną wyprawą była podróż z rodzinnego Gdańska do Łodzi, gdy miał 8 lat. W wieku 15 lat samotnie popłynął statkiem towarowym do Afryki.
Studiował filozofię i fizykę na Uniwersytecie Warszawskim. Absolwent Advanced Management Program w IESE Business School w Barcelonie. Mieszkał w Hamburgu, gdzie studiował filozofię.
Jest zdobywcą nie tylko obu biegunów Ziemi, ale także Spitsbergenu, masywu Vinsona – najwyższej góry Antarktydy i Mount Gunbjorn – najwyższego szczytu Grenlandii. Dwukrotnie przeszedł Grenlandię na nartach, a także jako pierwszy przepłynął zimą kajakiem Wisłę (941 km).
Lider pierwszej w historii wyprawy z niepełnosprawnym Jaśkiem Melą na biegun północny i południowy.
Przeszedł Pustynię Gibsona w Australii, 800 km w 46 dni. 
Podczas wyprawy „Trzeci biegun” szlakiem Świętego Jakuba pokonał 4000 km (140 dni) od grobowca Immanuela Kanta w Królewcu do grobu świętego Jakuba w Santiago de Compostela. 
Przejechał 30 000 km samochodem elektrycznym do Japonii przez Syberię i Pustynię Gobi. Jako pierwszy pokonał bezemisyjnie Trans-Siberian Highway.
Twórca metody motywacyjnej „Biegun”, pozwalającej przekraczać granice swoich możliwości. Założyciel Fundacji Marka Kamińskiego, Instytutu Marka Kamińskiego i firmy Invena SA. Zna i posługuje się 8 językami: angielskim, niemieckim, włoskim, francuskim, hiszpańskim, norweskim, rosyjskim i japońskim.

## Kariera

### Fundacja Marka Kamińskiego
Założyciel Fundacji Marka Kamińskiego (1996), której misją jest wspieranie w szczególności dzieci i młodzieży do stawiania sobie wyzwań i ciągłego rozwoju, a przez to urzeczywistnienia wizji lepszego człowieka żyjącego w zrównoważonym świecie.
Na bazie doświadczenia w osiąganiu pozornie niemożliwych celów i autorskiej metody „Biegun”, składającej się z 10 kroków, Fundacja wspiera młodzież i ludzi, którzy stracili sens życia, poprzez dawanie narzędzi do wyznaczania sobie celów i ich osiągania.
Fundacja koncentruje się na:
1. LifePlan – roczny program i stypendium dla ambitnej młodzieży, której nie wspiera otoczenie.
2. LifePlan App – metoda Biegun w postaci aplikacji pomagającej ludziom dotkniętym przez choroby cywilizacyjne, takie jak depresja, starzenie się, wypalenie zawodowe i wiele innych[15].

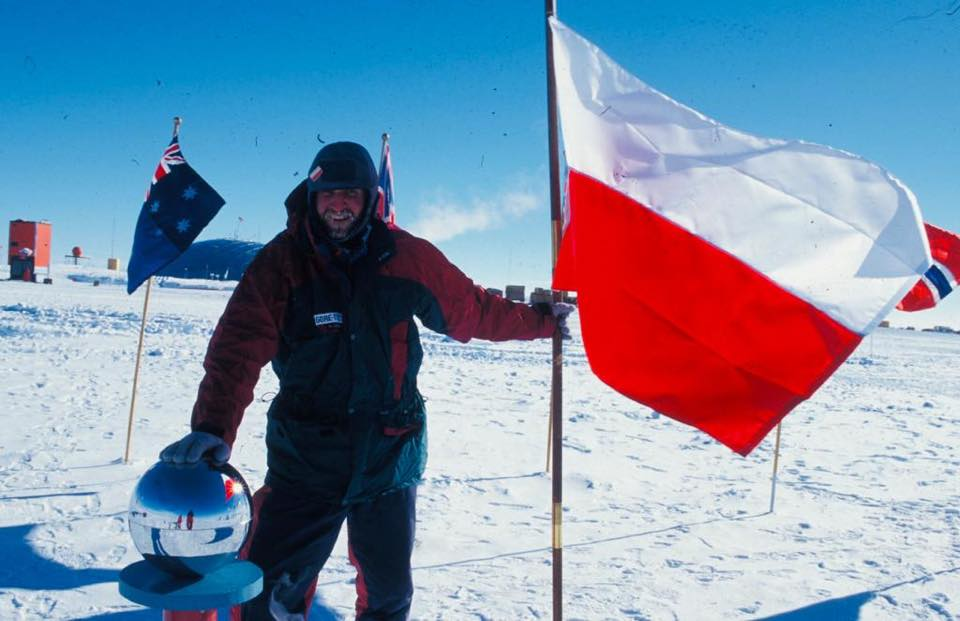
Marek Kamiński z flagą Polski na Biegunie Południowym.

### Instytut Marka Kamińskiego
Jego misją jest kształtowanie globalnej świadomości związanej z wyzwaniami, które stoją przed człowiekiem w obszarze: sztucznej inteligencji, zrównoważonego rozwoju i wiary w ludzkie możliwości.
Instytut realizuje swoją misję poprzez globalny projekt „Power4Change” 2020 – wyprawy dookoła świata z robotem humanoidalnym NOA, aby zidentyfikować konkretne wyzwania i znaleźć rozwiązania na polach 3S (Sztuczna Inteligencja, Świat Zrównoważony, Spełniony Człowiek).
Instytut koncentruje się również na projekcie wykorzystania sztucznej inteligencji i robotów humanoidalnych do pomocy ludziom dotkniętym przez choroby cywilizacyjne, takie jak depresja, nowotwory i schorzenia kardiologiczne.

### Invena SA
Założyciel firmy Invena SA, zajmującej się dystrybucją i produkcją m.in. baterii łazienkowych i kuchennych.

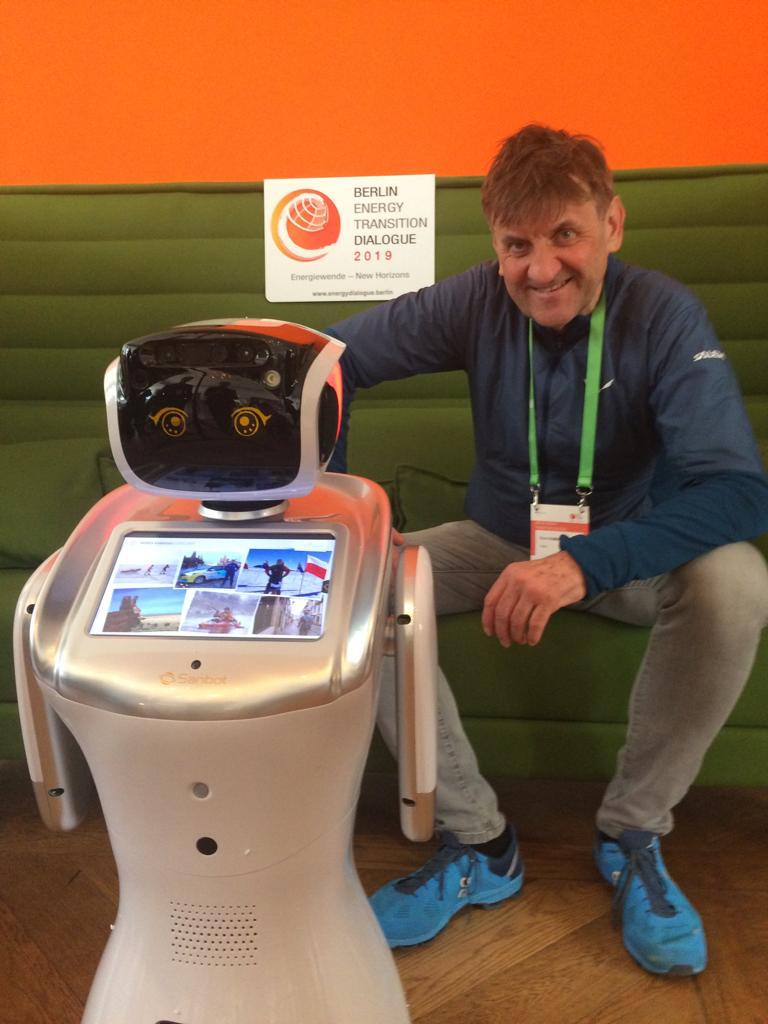
Marek Kamiński i robot humanoidalny Noa podczas Berlin Energy Transition Dialogue 2019

### Książki i filmy
Jest autorem 13 książek o podróży w głąb siebie i świata. Niektóre z nich zostały przetłumaczone (nawet na 10 języków).  
O jego wyprawach powstało 16 filmów dokumentalnych i fabularnych. Film „Pielgrzym”, efekt pielgrzymki do Santiago de Compostela w reżyserii Jana Czarlewskiego, obejrzało ponad pół miliona widzów.

## Życie prywatne
Z żoną Katarzyną ma córkę Polę i syna Kaya. Katolik.

## Ważniejsze wyprawy
- 2022 – LifePlan Expedition, projekt społeczno-edukacyjny Wyprawy Marka Kamińskiego z Robotem humanoidalnym NOA[22]
- 2018 – „No Trace Expedition”, podróż do Japonii samochodem elektrycznym, przez Syberię i Pustynię Gobi, Władywostok i inne;
- 2015 – „Trzeci biegun”, pieszo drogą św. Jakuba z Kaliningradu do Santiago de Compostela, ok. 4000 km;
- 2010 – „Zimowa ekspedycja Wisła”, zimowa wyprawa kajakowa od źródeł do ujścia Wisły, ok. 1000 km;
- 2009 – „Ekspedycja Wisła”, wyprawa kajakowa od źródeł do ujścia Wisły, ok. 1000 km;
- 2009 – Stany Zjednoczone, Kanada, Australia, Malezja i Indie, krótka wyprawa fotograficzna z wykładami;
- 2008 – wejście na Mont Blanc w Alpach razem z Leszkiem Cichym;
- 2008 – „HiFlyer Polar Ice Expedition” – zdobycie Góry Gunnbjørna, najwyższego szczytu Grenlandii, 3694 m n.p.m. razem z Leszkiem Cichym, Tomaszem Walkiewiczem, Mirosławem Polowcem, Ryszardem Rusinkiem;
- 2007 – „Baby on Board – z Polą przez świat” – podróż do Norwegii (Oslo, Finnmarksvidda, Lofoty, Flamsbana), razem z żoną Katarzyną oraz córką Polą;
- 2006 – „Baby on Board – z Polą przez Polskę” – podróż przez Polskę, wzdłuż biegu Wisły, razem z żoną Katarzyną oraz córką Polą;
- 2005 – „Pontonem dookoła Bałtyku” – pięciodniowy rejs z okazji obchodów 25-lecia Solidarności, razem z Mirosławem Kukułką i Wojciechem Ostrowskim;
- 2004 – „Razem na biegun” – wyprawa na dwa bieguny w jednym roku, razem z niepełnosprawnym nastolatkiem Janem Melą, Wojciechem Ostrowskim i Wojciechem Moskalem (biegun północny);Marek Kamiński na Pustyni Gibsona.

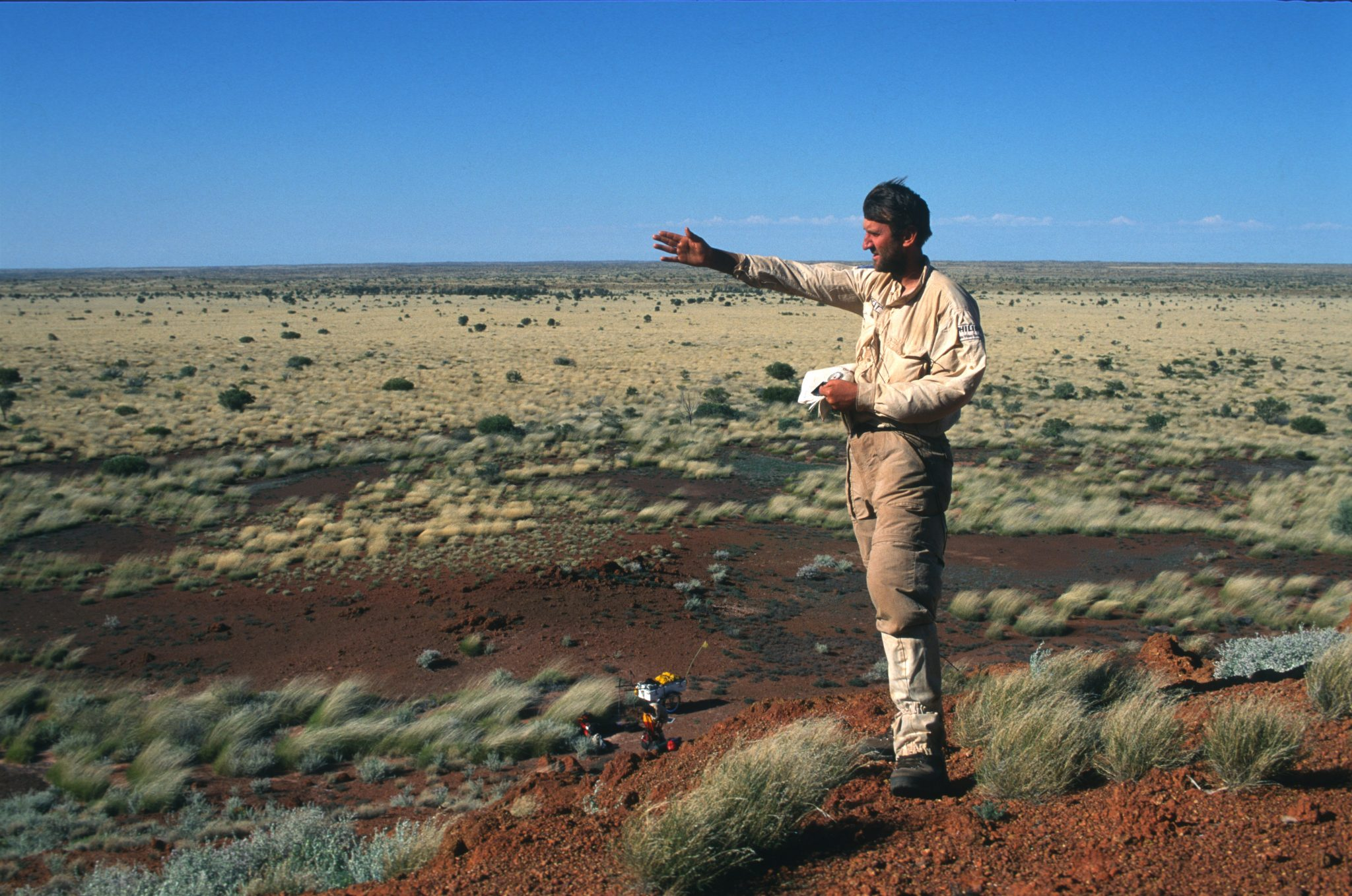
Marek Kamiński na Pustyni Gibsona.

- 2003 – Podróż do Ziemi Świętej – Jerozolima, Cezarea, Netania, Masada, Tel Awiw-Jafa, razem z Katarzyną Piserą;
- 2002 – Dolomity – wyprawa w centralno-wschodnią część, Marmolada;
- 2002 – wyprawa na Biegun Północny, w charakterze przewodnika;
- 2001 – Dolomity – wyprawa w centralno-wschodnią część, Cortina d’Ampezzo, razem z Katarzyną Piserą i Leszkiem Cichym;
- 2001 – „North Pole 2001” – wyprawa w charakterze przewodnika pierwszych polskich turystów na biegun północny;
- 2001 – Zanzibar i Kilimandżaro w Tanzanii, razem z Katarzyną Piserą;
- 2000 – „Amazon Source 2000” – wyprawa do źródeł Amazonki pod patronatem National Geographic Society;
- 2000 – „Greenland Expedition 2000” – trawers Grenlandii, razem z Wojciechem Ostrowskim, 600 km w 13 dni;
- 2000 – „Race 2000” – przepłynięcie Atlantyku katamaranem „Polpharma – Warta” razem z Romanem Paszke, 14 dni;
- 1999 – „Origin Aarde Xpedition Australië to the source” – przejście Pustyni Gibsona w Australii, 800 km w 46 dni;
- 1999 – przepłynięcie Atlantyku jachtem „Gemini”, razem z Andrzejem Piotrowskim;
- 1998 – Boliwia – wyprawa w Andy Boliwijskie, zdobycie szczytu Huayna Potosi, podróż do Amazonii, razem z Borge Ouslandem;
- 1998 – Kilimandżaro w Tanzanii i Góra Kościuszki w Australii;
- 1997/1998 – Antarktyda – trawers Gór Ellswortha, zdobycie Masywu Vinsona, razem z Leszkiem Cichym;
- 1996/1997 – „Solo TransAntarctica” – próba samotnego trawersu Antarktyda, 1450 km;
- 1995 – „Polak na biegunach” – samotne zdobycie Bieguna Południowego, z wyspy Berkner Island, 1400 km w 53 dni;
- 1995 – „Polacy na biegun” – zdobycie Bieguna Północnego z wyspy Ward Hunt Island, razem z Wojciechem Moskalem, 770 km w 72 dni;
- 1993 – „TransGrenland Expedition” – pierwsze polskie przejście Grenlandii, razem z Wojciechem Moskalem, ok. 600 km w 35 dni;
- 1990 – Spitsbergen – pierwsza samotna wyprawa polarna, pokonanie na nartach ok. 350 km;
- 1987 – Kuba, Meksyk (Mexico DF, Jukatan, Oaxaca, Chihuahua, Chiapas) – podróż autostopem;
- 1985 – Kuba, Meksyk (Mexico DF, Yucatan, Chiapas) – podróż autostopem;
- 1984 – Związek Socjalistycznych Republik Radzieckich (dzisiejszy obszar Rosji), Skandynawia, Niemcy, Rumunia, Bułgaria, Grecja, Turcja i Jugosławia – podróż autostopem;
- 1980–1981 – Taszkient, Aszchabad, Moskwa, Sankt Petersburg, Alma Ata;
- 1978 – Maroko – rejs statkiem do portu Safi;
- 1977 – Dania – druga samodzielna wyprawa, rejs statkiem towarowym do portu Aalborg.

## Książki
- „Power4Change. Sztuka osiągania celów”, Onepress, - data premiery: 12.11.2020
- „Bądź zmianą”, Mando, Kraków 2020 (wraz z Joanną Podsadecką)
- „Trzy bieguny. Dotknąć niemożliwego”, Znak, Kraków 2019 (wraz z Leszkiem Cichym i Julią Hamerą)
- „Marek i Czaszka Jaguara” (wraz z Katarzyną Stachowicz-Gacek), Znak, Kraków 2017
- „Idź własną drogą”, WAM, Kraków 2017 (wraz z Joanną Podsadecką)
- „Trzeci biegun”, Agora, Warszawa 2016
- „Odkryj, że biegun nosisz w sobie”, Burda Media Polska, Warszawa 2014
- „Alfabet”, Burda Media Polska, Warszawa 2013
- „Warto podążać za marzeniami. Moja podróż przez życie”, Burda Media Polska, Warszawa 2012
- „Wyprawa”, Instytut Marka Kamińskiego, Gdańsk 2011
- „Marek. Chłopiec, który miał marzenia”, GWP, Gdańsk 2009
- „Together to the Poles”, Fundacja Marka Kamińskiego, Gdańsk 2008
- „Razem na biegun”, Fundacja Marka Kamińskiego, Gdańsk 2005
- „Moje wyprawy”, Pascal, Bielsko-Biała 2001
- „Moje bieguny. Dzienniki z wypraw 1990–1998”, Ideamedia, Gdańsk 1998 – książka uhonorowana Nagrodą Artusa w kategorii „Najlepsza Książka Roku 1998” oraz Nagrodą „Bursztynowego Motyla” w Konkursie im. Arkadego Fiedlera na najlepszą polską książkę o tematyce podróżniczej i krajoznawczej

A także współautor książek:
- „Strasznie ważne bajki” (bajka pt. „O wielkich marzeniach”). Pozostałe pisane były przez Ewę Błaszczyk, Jurka Owsiaka, Bartosza Opanię, Beatę Tyszkiewicz, Jolantę Kwaśniewską, Elżbietę Dzikowską, Media Pascal, 2010
- „Wisła 1047 tajemnic”, Fundacja Marka Kamińskiego, Gdańsk 2010
- „Dotykanie świata Marka Kamińskiego”, Fundacja Marka Kamińskiego, Instytut Marka Kamińskiego, Gdańsk 2009
- „Poczta Polska, czyli niezwykłe dzieje pewnego listu” Jacek Bunsch, Marek Kamiński, Wydawnictwo Europa, Wrocław 2000
- „Nie tylko biegun” Sławomir Swerpel, Marek Kamiński, Wojciech Moskal, Muza SA, Warszawa 1996

## Filmografia
- „No Trace Tatra”, reż. B. Solik (2018)
- „Pielgrzym”, reż. J. Czarlewski (2016)
- „Z Polą przez Polskę według Marka Kamińskiego”, reż. W. Szumowski (2007)
- „Pontonem dookoła Bałtyku”, reż. W. Ostrowski (2005)
- „White out. Wyprawa poza cień”, reż. W. Szumowski (2005)
- „Razem na biegun”, reż. W. Ostrowski (2005)
- „Grenlandia za plecami Marka Kamińskiego”, reż. W. Ostrowski (2000)
- „Portret męski we wnętrzu”, reż. F. Bajon (1999)
- „Dlaczego? Wyprawa na Mt. Vinson”, reż. W. Ostrowski (1998)
- „Transantarctica 96/97”, reż. J. Surdel (1997)
- „Trzeci biegun. Przerwana wyprawa”, reż. J. Surdel (1997)
- „Tamtego lata w Patriott Hills”, reż. J. Surdel (1996)
- „Dwa bieguny w jednym roku. Antarctica”, reż. J. Surdel (1996)
- „Dwa bieguny w jednym roku. Arctica”, reż. J. Surdel (1995)
- „Zdobycie Bieguna Północnego”, reż. J. Surdel (1995)

## Ważniejsze nagrody i odznaczenia
- Digital Shapers – Wizjoner 2019[23]
- Medal Polonia Redidiva 2018[24]
- Medal Stulecia Odzyskanej Niepodległości (2018)[25]
- Krzyż Oficerski Orderu Odrodzenia Polski (2014)[26] za wybitne zasługi dla rozwoju i promocji polskiej przedsiębiorczości, za osiągnięcia w działalności społecznej
- Nagroda Specjalna International TourFilm Festiwal Płock za wybitne osiągnięcia w dziedzinie turystyki i promowanie Polski w świecie (2007)[27]
- Medal św. Brata Alberta za udowodnienie, że osoba niepełnosprawna może być pełnoprawnym uczestnikiem życia społecznego, realizować trudne zadania i spełniać swoje marzenia (2007)[28]
- Biznes i Pasja – tym, którzy osiągnęli sukces zawodowy i umieją żyć pięknie i ciekawie, przyznana na Explorers Festival w Łodzi (2006)[29]
- Tablica pamiątkowa w Alei Gwiazd Sportu we Władysławowie – człowiekowi niezłomnego hartu ducha i sportowej pasji (2006)
- Dyplom Ministra Spraw Zagranicznych za wybitne zasługi dla promocji Polski w świecie (2005)[30]
- Złota Żyrafa za styl społecznej wrażliwości, nagroda miesięcznika „Styl Życia” (2005)
- Nieustraszony opiekun osób chorych i niepełnosprawnych, Medal Metropolity Gdańskiego Jego Ekscelencji Księdza Tadeusza Gocłowskiego (2005)
- Tytuł Ambasadora Hansa Christiana Andersena za zasługi dla promowania praw człowieka, wartości i ludzkich możliwości, a także budowania wiary w te wartości wśród niepełnosprawnych i dzieci (2005)[31]
- Motyl 2003, nagroda Fundacji Jolanty Kwaśniewskiej, za odwagę i ukazanie osób niepełnosprawnych jako pełnoprawnych uczestników życia społecznego (2004)[32]
- Dyplom Ruchu Piękniejsza Polska za tworzenie piękna, którym możemy szczycić się przed światem (2004)
- Super Kolos 2004 za największy w historii polskiej polarystyki wyczyn sportowy, którym było dotarcie, dnia 23 maja 1995 r. do Bieguna Północnego (2004)[33]
- Explorer 2000 – tym, którzy mają odwagę odkrywać, przyznana na Explorers Festival w Łodzi (2000)[33]
- nagroda Bursztynowego Motyla w konkursie im. Arkadego Fiedlera za książkę „Moje bieguny. Dzienniki z wypraw 1990–1998” (1999)[32]
- Medal Księcia Mściwoja II, honorowe odznaczenie Rady Miasta Gdańska, za rozsławienie Gdańska w Świecie (1997)[34][35]
- Nagroda TV Polonia za sławienie Polski i polskości (1996)
- Krzyż Kawalerski Orderu Odrodzenia Polski (1995) za zdobycie Bieguna Północnego i rozsławienie imienia Polski w świecie[26]
- Złoty Medal Ministra Sportu za zdobycie Bieguna Północnego (1995)
- Wejście Roku, za zdobycie obu biegunów w jednym roku, nagroda przyznawana przez „Sztandar Młodych” (1995)
- Wpis do Księgi rekordów Guinnessa, dział: ludzkie możliwości – odkrywcy: „Pierwszy na obydwu biegunach w tym samym roku” (1995)[36]
- Tytuł Młodego Biznesmena Roku 1994 w polskiej edycji międzynarodowego konkursu World Young Business Achiever (1994)
- Tytuł Honorowego Obywatela Miasta Koszalin[37], Połczyn-Zdrój oraz gminy Tarłów[potrzebny przypis]

## Organizacje
- The Explorers Club[38];
- Komitet Badań Polarnych Polskiej Akademii Nauk (członek honorowy)[39];
- Jest patronem 49. Błękitnego Szczepu[40] z Hufca Kraków Śródmieście[41] ZHP.